# Brycinus brevis
Brycinus brevis és una espècie de peix de la família dels alèstids i de l'ordre dels caraciformes.

## Morfologia
- Els mascles poden assolir 25 cm de longitud total[3] i 300 g de pes.[4][5]

## Hàbitat
És un peix d'aigua dolça i de clima tropical (23 °C-27 °C).

## Distribució geogràfica
Es troba a Àfrica: sud de Ghana i Nigèria.

## Estat de conservació
Hi ha una minva contínua en la qualitat del seu hàbitat deguda a les prospeccions petrolieres (delta del riu Níger) i la desforestació (conca del riu Ogun).